# Arenápolis (ort)
Arenápolis är en ort i Brasilien.   Den ligger i kommunen Arenápolis och delstaten Mato Grosso, i den centrala delen av landet, 1 000 km väster om huvudstaden Brasília. Arenápolis ligger 231 meter över havet och antalet invånare är 9 059.
Terrängen runt Arenápolis är platt norrut, men söderut är den kuperad. Arenápolis ligger nere i en dal. Närmaste större samhälle är Nortelândia, 4,7 km öster om Arenápolis.
Omgivningarna runt Arenápolis är huvudsakligen savann. Runt Arenápolis är det mycket glesbefolkat, med 4 invånare per kvadratkilometer.